# Biscot
Biscot – dzielnica w Anglii, w Bedfordshire, w dystrykcie (unitary authority) Luton. W 2011 miejscowość liczyła 16 118 mieszkańców. Biscot jest wspomniana w Domesday Book (1086) jako Bissopescote.